# 邵洪
邵洪（1743年—1811年），清朝政治人物，浙江鄞县人。字海度 ，另字海圖，号雙橋。

## 生平
出自鄞县竹洲邵氏，四代单传三代进士的世代官宦之家。祖父邵基，康熙六十年进士。父邵铎，乾隆元年进士。生于乾隆八年，祖父邵基同年去世，父邵铎亦早逝。因祖、父皆为官特别清廉，邵洪出生时，已家徒四壁。
邵洪发奋攻读，于乾隆三十六年（1771年）登辛卯恩科进士。乾隆四十四年至四十五年，任吏部主事。乾隆四十五年，任湖南乡试主考官、吏部員外郎。乾隆四十六年至四十七年，任河南學政。乾隆四十七至四十九年，丁母憂回乡。乾隆五十年，复原官，任河南學政。乾隆五十一至五十四年，任吏部員外郎。乾隆五十一至五十五年，任四川學政。乾隆五十四年至五十五年，任吏部郎中。乾隆五十五年，任刑部郎中。
乾隆五十七年，任江西撫州府知府。嘉庆元年（1796年），任南昌府知府。嘉庆三年至四年，任湖南岳常澧道道员、湖南按察使。嘉庆四年，任江西按察使。嘉庆四年至八年，任江西布政使。嘉庆八年至九年，任安徽布政使、安徽巡撫兼提督銜。
嘉庆十一年，任太僕寺卿、宗人府府丞。嘉庆十一年至十三年，任左副都御史。嘉庆十三年至十六年，任禮部右侍郎、吏部右侍郎。